# Església de Sant Marçal de la Quarantella
L'església de Sant Marçal de la Quarantella, edificada al cim d'un serrat, es troba al llogarret del mateix nom, un conjunt de masies escampades en un territori de turons baixos, valls petites i fondalades, a la capçalera del riu Siriana.

## Història
El topònim Quarantella apareix documentat al segle x entre els límits del predi de Juïgues. L'església de «Sancti Martialis de Quarentela» constava com a possessió del monestir de Sant Esteve de Banyoles en la butlla concedida pel papa Urbà II l'any 1096, confirmada també pel papa Alexandre III l'any 1175. L'any 1279, el domer de Sant Marçal reconegué diverses prestacions al monjo cambrer del monestir de Banyoles. L'església surt relacionada en les «Rationes decimarum», (registre de delmes recollits per les autoritats eclesiàstiques), dels anys 1278 i 1280 com a «ecclesia Sancti Matialis» i en les llistes parroquials del 1362 («Sancti Martialis»). Hi ha notícies cap a finals del segle xiv («ecclesia parrochialis Sancti Matialis de Corantella») i del segle xvii. Segons, Lluís G. Constants Serrats, el temple actual fou edificat el 1224 i renovat el 1651.

## Arquitectura

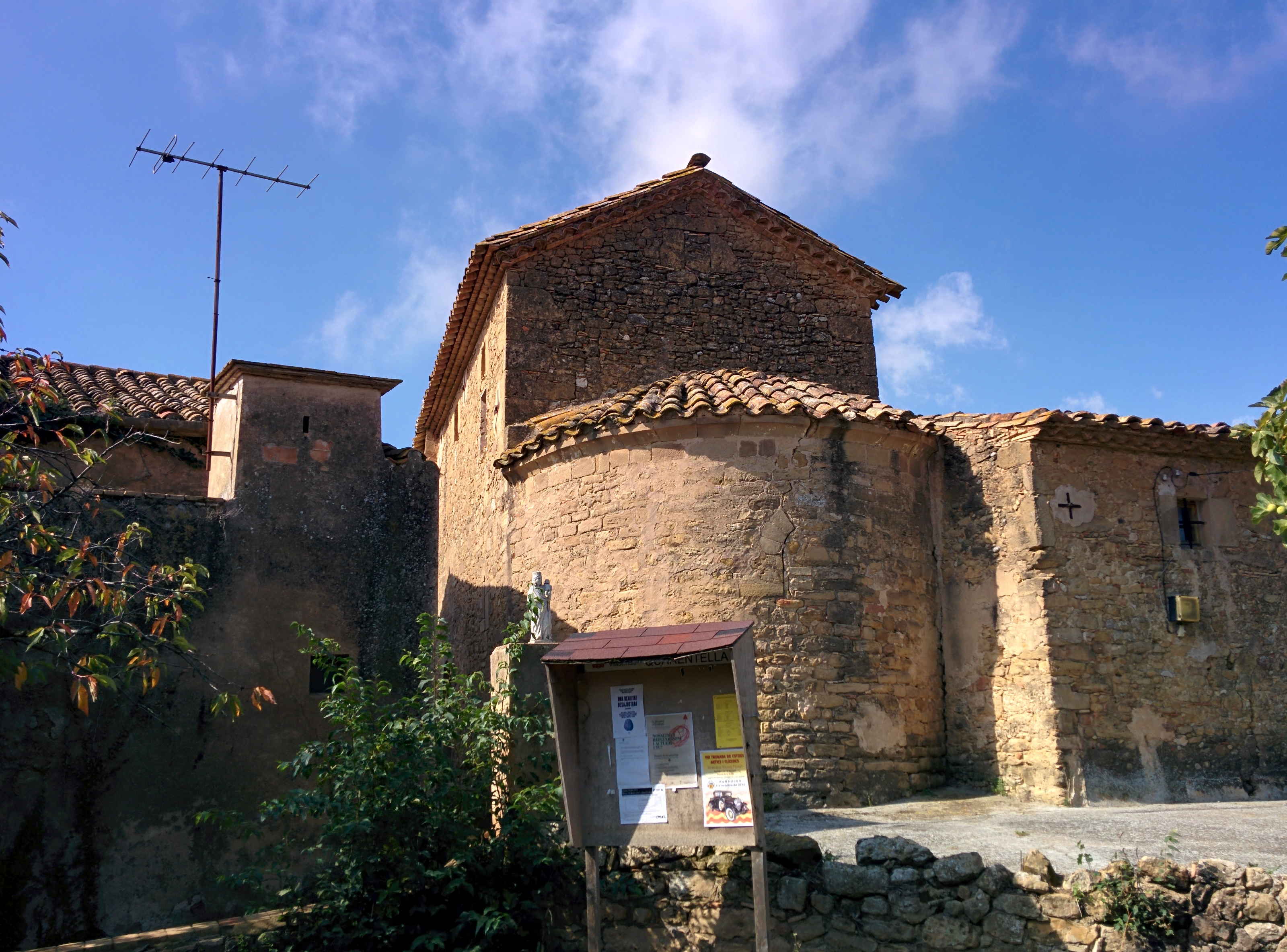
Absis romànic, totalment llis, coronat per una cornisa (2015)

L'església romànica era un petit edifici d'una sola nau, capçada a llevant per un absis semicircular. Entre els segles xvii i XIX s'hi afegiren una capella i la sagristia al nord, unes golfes damunt la nau, que gairebé doblen l'alçària original, i altres reformes i reparacions. La porta d'entrada, a la façana meridional, és d'un sol arc de mig punt fet amb dovelles curtes i estretes, ben polides. Al mateix mur hi ha una finestra d'una esqueixada i llinda monolítica. A la façana occidental hi ha una petita espitllera. A la part superior del mur hi ha dues pilastres d'una antiga espadanya i al cim l'actual campanar. El mur de tramuntana, tot i la capella i un contrafort afegits, conserva bé un fragment d'aparell romànic, fet de carreus de mida gran i mitjana, no gaire ben escairats però polits i afilerats. Als murs de ponent i migdia hi ha carreus però molt alterats. Al frontis, l'aparell antic s'ha conservat a la base, a una altura d'uns 3 m.
A l'absis és on l'estructura romànica s'ha conservat millor si bé el sector nord resta amagat per l'afegida sagristia. De la finestra central, tapiada, se'n conserva un dels muntants i tres dovelles de l'arc extern de mig punt. L'absis ha conservat la cornisa que corona el mur, notablement grossa, de secció de pla i cavet i feta amb peces grans i polides. L'aparell de l'absis és de carreus de mida mitjana, no gaire ben escairats ni polits, afilerats regularment. El morter és força visible. Aquest aparell és semblant al fragment conservat al frontis. Pels escassos elements conservats, es considera que els elements romànics poden datar de la segona meitat del segle xii o ja dins del segle xiii.